# Shibuya

Sectorul Shibuya pe harta Tokyo

Shibuya (渋谷区 Shibuya-ku?) este un sector special al zonei metropolitane Tōkyō în Japonia.